# Araneus obscurtus
Araneus obscurtus là một loài nhện trong họ Araneidae.
Loài này thuộc chi Araneus. Araneus obscurtus được Arthur T. Urquhart. miêu tả năm 1893.